# قائمة بلديات البوسنة والهرسك
أصغر وحدة إدارية في البوسنة والهرسك هي البلدية ("opština / општина" أو "općina / опћтина") باللغات الرسمية ونصوص البلد.

## تاريخ
قبل حرب البوسنة 1992-1995، كانت هناك 109 بلديات في ما كان يعرف آنذاك بجمهورية البوسنة والهرسك الاشتراكية. عشرة من هذه البلديات شكلت منطقة العاصمة سراييفو. وارتفع عدد هذه البلديات بعد الحرب إلى 143 بلدية مجمعة على النحو التالي:
تشكل 79 بلدية اتحاد البوسنة والهرسك الذي يضم 51٪ من إجمالي مساحة البلاد. يتم تجميع البلديات داخل الاتحاد في عشرة كانتونات.
تشكل 64 بلدية جمهورية صرب البوسنة، التي تشكل 49٪ من إجمالي مساحة البلاد.
بالإضافة إلى ذلك لا تنتمي منطقة برتشكو إلى أي من الكيانين، وتُحكم بوصفها وحدة تابعة لكل من اتحاد البوسنة والهرسك وجمهورية صرب البوسنة. وهذه المنطقة تتوافق مع بلدية برتشكو ما قبل الحرب. على الرغم من عدم تسميتها (بلدية) من الناحية الفنية للبلدية، إلا أنها تُعامل على هذا النحو للأغراض الإحصائية.
إدارياً، لكل بلدية مجلس بلدي ورئاسة بلدية، وعادةً ما تتكون من منطقة حضرية مع القرى المحيطة والمناطق الريفية المحيطة بها. ويوجد في البوسنة والهرسك أيضا اثنتا عشرة مدينة محددة رسميا - كل من بانيا لوكا وبيخاتش وتوزلا وموستار وزينيتسا ودوبوي وبرييدور وبيه لينا وتريبينيي وشيروكي برييغ، كل واحدة منها تقابل بلدية واحدة لا تحمل اسمها. وتتكون مدينتا سراييفو وإيسترونو سراييفو من أربع بلديات وستة بلديات على التوالي، وهي تقابل تقريبا عشر بلديات ما قبل الحرب التي تشكل العاصمة.

## بلديات اتحاد البوسنة والهرسك
•  بانوفيتشي  •  بوسانسكا كروبا  •  بيخاتش  •  بوسانسكي بتروفاتس  •  بوسانسكو غراهوفو  •  بريزا  •  بوغوينو  •  بوسوفاشا  •  بوزيم  •  شابلينا  •  كازين  •  شيليتش  •  مركز بلدية سراييفو  •  تشيتلوك  •  درفار  •  دوبوي الشرقية  •  دوبوي الجنوبية  •  دوبريتيتشي  •  دومالييفاك  •  دونيي فاكوف  •  فوشا أوستيكولينا  •  فوينيتسا  •  غلاموش  •  غورازده  •  غورنيي فاكوف أوسكوبليي  •  غراتسانيتسا  •  غراداشاك  •  غرودة  •  هادزيتشي  •  إليدزا  •  إيلياش  •  يابلانيكا  •  يايتسي  •  كاكاني  •  كاليسيا  •  كيسلياك  •  كلاداني  •  كليوتش  •  كونييتش  •  كريشيفو  •  كوبريس  •  ليفنو  •  ليوبوشكي  •  لوكافاكس  •  ماغلاي  •  نيوم  •  نوفي غراد  •  نوفو  •  نوفي ترافنيك  •  أودزاك  •  أولوفو  •  أوراسيي  •  بالي  •  بوسوشي  •  بروزور  •  رافنو  •  سانسكي موست  •  سابنا  •  سريبرنيك  •  ستاري غراد  •  استولاك  •  تيوشاك  •  تيشان  •  توميسلافغراد  •  تراونيك  •  ترنوفو  •  أوسورا  •  فاريش  •  فليكا كلادوشا  •  فيسوكو  •  فيتيز  •  فوغوشتشا  •  زافيدوفيتشي  •  زيبشي  •  زيفينتش  • 

## بلديات جمهورية صرب البوسنة
•  بيركوفيتشي  •  بيه لينا  •  بيليتشا  •  كوستاينيتسا  •  برود  •  براتوناتس  •  تشاينيتشي  •  شيليناتس  •  درفنتا  •  دوبوي  •  دونجي زابار  •  فوتشا  •  غاسكو  •  بانيا لوكا  •  غراديسكا  •  هان بييساك  •  إستوشني درفار  •  إستوشنا إليدزا  •  إستوشني موستار  •  إستوشني ستاري غراد  •  إستوشنو نوفو سراييفو  •  جيزيرو  •  كالينوفيك  •  كنيزيفو  •  كوزارسكا دوبيكا  •  كوتور فاروش  •  كروبا نا يوني  •  كوبريس  •  لاكتاشي  •  ليوبيني  •  لوباري  •  ميليتشي  •  مودريكشا  •  نيفيسينيي  •  مركونيتش غراد  •  نوفو غورازده  •  أوزماشي  •  أوشترا لوكا  •  بالي  •  بيلاغيتشيفو  •  بتروفاتس  •  بتروفو  •  برييدور  •  برنجافور  •  ريبنيك  •  روغاتيكا  •  رودو  •  شاميتس  •  شيكوفيتشي  •  شيبوفو  •  سوكولاك  •  سرباك  •  سربرنيتسا  •  ستاناري  •  تسليتش  •  تريبينيي  •  ترنوفو  •  أوغليفيك  •  فيشغراد  •  فلاسينيتسا  •  فوكوسافلي  •  زفورنيك  • 